# Collin Chou
Hsiao-Lung 'Collin' Chou (traditioneel Chinees: 鄒兆龍; Kaohsiung, 11 augustus 1967) is een Taiwanees acteur en gevechtskunstenaar. Na meer dan dertig rollen in Oosterse films maakte hij in 2003 zijn Hollywood-debuut als Seraph in zowel The Matrix Reloaded als The Matrix Revolutions. Vóór 1997 gebruikte hij het pseudoniem Ngai Sing tijdens zijn werk, in plaats van zijn echte naam.
Chou verscheen sinds zijn Hollywooddebuut in zowel Oosterse als Westerse films. Zo speelde hij samen met Jet Li in de Hongkong-Chinese productie Fearless (alias Huo Yuanjia), maar ook als Kasumi's (Devon Aoki) verdwenen broer en superkrijger Hayate in DOA: Dead or Alive. Als de Jade Warlord speelde hij in The Forbidden Kingdom in een gemengd Amerikaans-Chinese productie.
Chou trouwde in 1997 met Wanda Yung, met wie hij twee kinderen kreeg.

## Filmografie
*Exclusief televisiefilms
- The Curse of Turandot (2021)
- The Half of It (2020)
- Nuptials of the Dead (2008)
- The Forbidden Kingdom (2008))
- Dou fo sin (2007, alias Flash Point)
- DOA: Dead or Alive (2006)
- The Duel (2006)
- Fearless (2006)
- American Fusion (2005)
- The Matrix Revolutions (2003)
- The Matrix Reloaded (2003)
- Roaring Dragon, Bluffing Tiger (2003)
- Mou man tai 2 (2002, alias No Problem 2)
- Ji su jiang shi (2001, alias The Vampire Combat)
- Muk lau hung gwong (1999, alias The Victim)
- Chan mat ching yan ji mou haan yau waak (1999, alias Temptation of an Angel)
- Hei se cheng shi (1999, alias Black City)
- Yin hun bu san (1999, alias Immortal Spirit)
- Chuen chik daai diy (1998, alias The Group)
- I Shoot Myself (1998)
- Lie huo qing chun (1998)
- Zui jia pai dang zhi: Zui jie pai dang (1997, alias '97 Aces Go Places)
- Do san 3: Chi siu nin do san (1997, alias God of Gamblers 3: The Early Stage)
- Mo him wong (1996, alias The Scripture with No Words)
- Xong xing zi: Zhi jiang hu da feng bao (1996, alias War of the Under World)
- Dao (1995, alias The Blade)
- Gei ba ba de xin (1995, alias Jet Li's The Enforcer)
- Mou mian bei (1995, alias Burger Cop)
- Hu meng wei long (1995, alias The Red Wolf)
- Qi du xian feng (1995, alias Drugs Fighters)
- Xiao fei xia (1995, alias Teenage Master)
- Zhong Nan Hai bao biao (1994, alias The Defender)
- Jiu pin zhi ma guan: Bai mian Bao Qing Tian (1994, alias Hail the Judge)
- Sun ying hong boon sik (1994, alias Return to a Better Tomorrow)
- Yi tian tu long ji: Zhi mo jiao jiao zhu (1993, alias Lord of the Wu Tang)
- Kui moh do jeung (1993, alias Exorcist Master)
- Yat do king sing (1993, alias Blade of Fury)
- Jing ling bian (1992, alias Banana Spirit)
- Chi xian zhen bian ren (1991, alias Slickers vs. Killers)
- Shi bu wang qing (1991, alias Lover's Tear)
- Gui yao gui (1990, alias Encounter of the Spooky Kind II )
- Long feng zei zhuo zei (1990, alias Licence to Steal)
- Lie huo jie tou (1989, alias Into the Fire )
- Pa xiu gui (1988, alias Shy Spirit)

- Biblioteca Nacional de España: XX1798604
- Bibliothèque nationale de France: cb15982817g (data)
- International Standard Name Identifier: 0000 0001 1474 2839
- Library of Congress Control Number: no2008184900
- Virtual International Authority File: 68761213
- WorldCat: E39PBJv8GhbHXXRWf7hDqV3vpP